# Klieosoma triarticulatum
Klieosoma triarticulatum är en kräftdjursart som först beskrevs av Walter Klie 1949.  Klieosoma triarticulatum ingår i släktet Klieosoma, och familjen Ectinosomatidae. Arten är reproducerande i Sverige.